# Jerry Hendriks
Jerry Hendriks (Eindhoven, 25 oktober 1988) is een Nederlands professioneel darter.
Zijn bijnaam is Electric en zijn opkomstmuziek het nummer Greyhound van de band Swedish House Mafia.
Hendriks won in 2003 de WDF World Youth Cup.
In december 2012 speelde hij mee om het wereldkampioenschap tijdens de PDC World Darts Championship 2013. In de eerste ronde versloeg hij Wayne Jones met 3-2 in sets. In de tweede ronde verloor hij van Phil Taylor, na het weggeven van een 1-0-voorsprong in sets.
Op het WK van 2017 verloor Hendriks in de eerste ronde met 3-0 van Peter Wright. Zijn walk-on wordt door de PDC nog jaarlijks gebruikt in promo's rondom het WK.
Naast darter is Hendriks tegenwoordig werkzaam als accountmanager voor een dartsfabrikant en als analist voor Viaplay.

## Resultaten op Wereldkampioenschappen

### PDC
- 2013: Laatste 32 (verloren van Phil Taylor met 1-4)
- 2017: Laatste 64 (verloren van Peter Wright met 0-3)